# Szyk kierunkowy
Szyk kierunkowy – szyk antenowy ustawiony tak, że superpozycja fali elektromagnetycznej wytwarza przewidziane pole elektromagnetyczne. Zmieniając długość linii transmisyjnej od nadajnika, moc wyjściową oraz fazę sygnału można kształtować obszar pokrycia sygnałem radiowym.
Stacje położone blisko siebie lub korzystające z sąsiednich kanałów często stosują szyki kierunkowe (albo pojedynczą antenę kierunkową), aby inni nadawcy mogli używać tych samych lub sąsiednich częstotliwości.